# Офелія (персонаж)
Офелія (англ. Ophelia) — вигаданий персонаж трагедії Вільяма Шекспіра «Гамлет». Молода дворянка, дочка Полонія, сестра Лаерта і кохана Гамлета.

## Прототип
Можливим історичним прототипом Офелії називають Катаріну Гамнет, дівчину, що впала в річку Ейвон та загинула в грудні 1579 року. Хоча було встановлено, що вона втратила рівновагу і впала, несучи важкі відра, ходили чутки, що причиною смерті була нещасна любов, що привела її до самогубства. Можливо Шекспір, якому на момент її смерті було 16 років, згадав цей випадок, створюючи образ Офелії. Ім'я Офелія використовувалося в літературі до «Гамлета» лише один раз — у творі «Аркадія» італійського поета Якопо Саннадзаро (1458—1530); цілком імовірно, що воно було вигадане цим поетом. Можливо, воно утворене злиттям двох імен: Othe (Кете) і Lia (Лія).

## Сюжет
Офелія вперше з'являється в п'єсі, коли прощається зі своїм братом Лаертом, які їдуть у Францію. Лаерт дає їй настанови з приводу залицянь Гамлета. Він попереджає, що Гамлет, будучи ймовірним спадкоємцем корони, не може одружитися з Офелією, і тому йому слід відмовити в залицяннях. Після від'їзду Лаерта Полоній також застерігає Офелію проти Гамлета, оскільки він не вірить у щирість почуттів і намірів принца. У завершенні повчання Полоній забороняє їй зустрічатися з Гамлетом.
У свою другу появу в п'єсі Офелія розповідає Полонію про те, як блідий і розпатланий Гамлет увірвався в її кімнату і, не кажучи ні слова, схопив її за руку, потім відпустив і, не відриваючи від неї очей, пішов до дверей. Вислухавши Офелію, Полоній вирішує, що Гамлет збожеволів через холодність до нього Офелії. Він вирішує піти до короля і оголосити, що знає причину Гамлетової дивної поведінки. Король вирішує перевірити це, подіславши до Гамлета Офелію, а сам сховавшись має намір простежити за його реакцією.
У сцені розмови Офелії з Гамлетом, якій передує монолог «Бути чи не бути», Гамлет, роздратований тим, що Офелія повертає йому колишні подарунки, зображуючи божевілля, велить їй йти в монастир і, в протилежність своєї минулої поведінки з нею, поводиться досить різко. Після закінчення цієї розмови Офелія, звертаючись до батька, вимовляє: «Якої чарівності розум загинув, з'єднання знання, красномовності…».

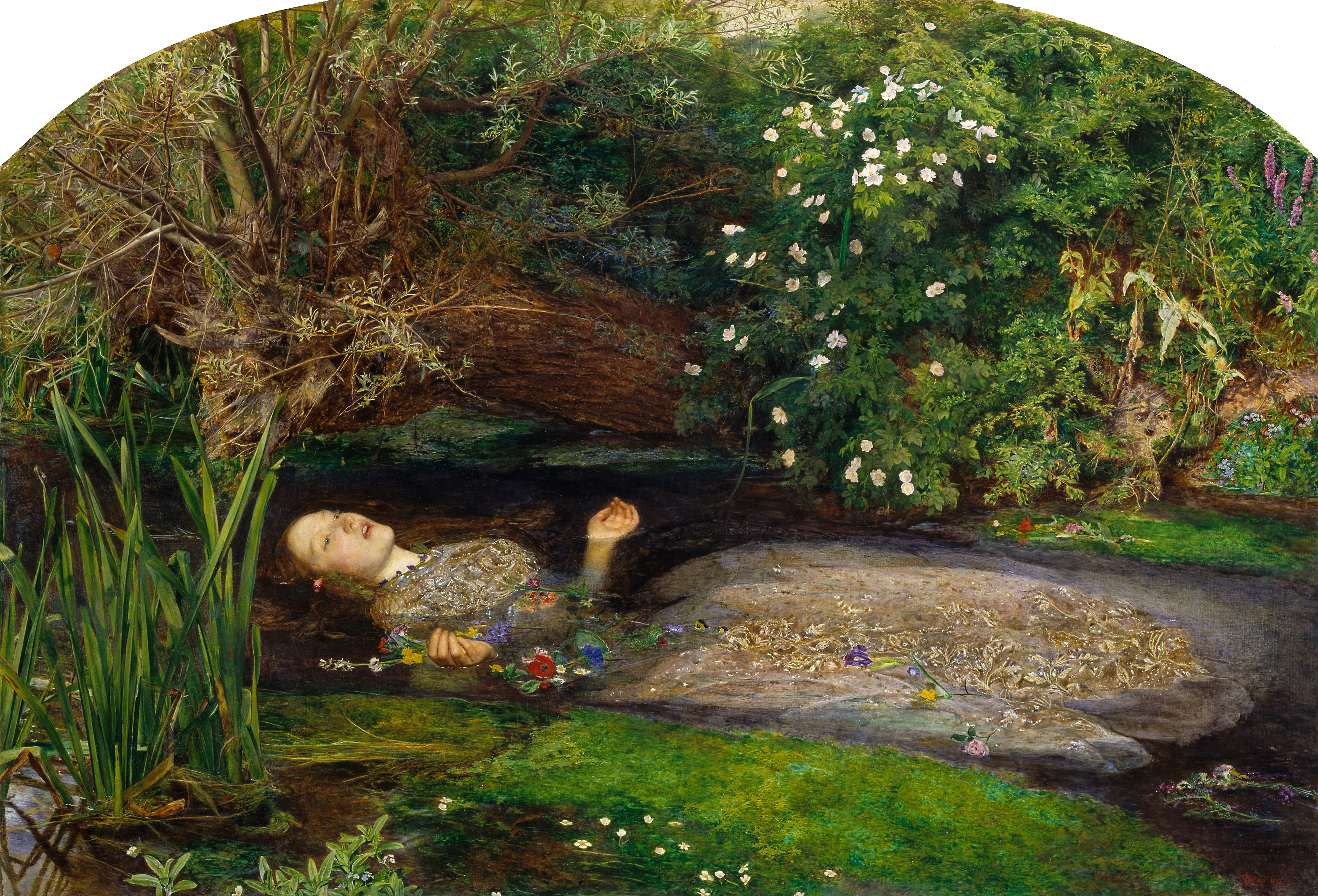
Джон Еверетт Мілле «Офелія» (1852)

Наступного разу Офелія з'являється, коли мандрівні актори грають п'єсу «Вбивство Гонзаго» (Мишоловка). Гамлет сідає біля ніг Офелії; спочатку його зауваження мають явний сексуальний підтекст, але потім він заговорює про жіночу непостійність, і його висловлювання стають більш гіркими і цинічними.
Наступна поява Офелії — після вбивства Гамлетом Полонія, її батька. Дізнавшись про це, вона сходить з розуму. Вона говорить загадками і наспівує зовні безглузді пісні, не бажаючи слухати заперечення королеви.
Через деякий час, після того як Лаерт з натовпом бунтівників увірвався в замок короля і говорив з ним, Офелія знову з'являється, вимовляючи незв'язні речі і щось наспівуючи.
В акті 4-му сцені 7-й, королева, увійшовши, оголошує королю і Лаерту про смерть Офелії: «…Вона намагалася по гілках розвісити свої вінки; підступний сук зламався, і трави, і вона сама впали в ридающий потік. Її одяг, розкинувшись, ніс її, як німфу; вона між тим обривки пісень співала, ніби як не чула біди або була створінням, народженим у стихії вод; так тривати не могло, і одяг, важко упившись, нещасну від звуків втягнули в трясовину смерті». Це один з найпоетичніших описів смерті в англійській літературі. Наступна сцена, пов'язана з Офелією, відбувається на цвинтарі, де два могильники ведуть бесіду, копаючи могилу для Офелії. Один з них переконаний в тому, що вона вчинила самогубство.

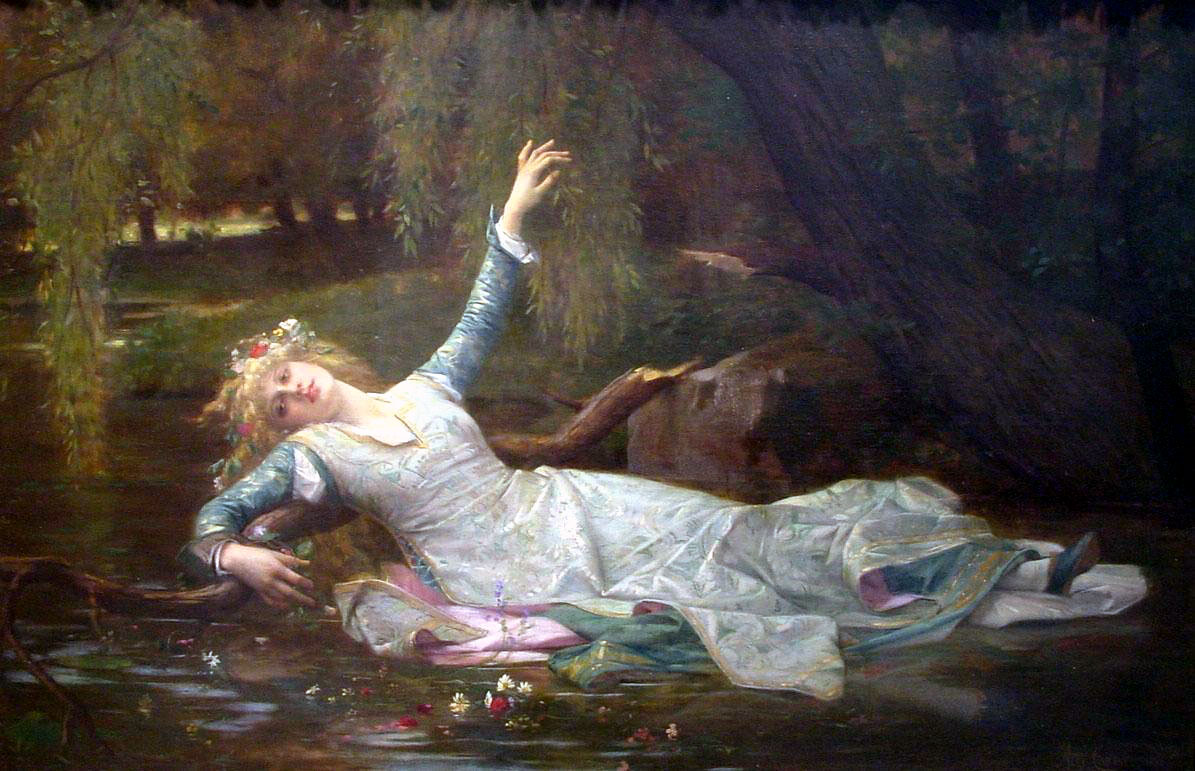
Александр Кабанель «Офелія» (1883)

Священик, що освячує похорон Офелії, відмовляється провести повний обряд, оскільки він також не сумнівається в самогубство покійної; він навіть стверджує, що, якби не втрутилася в цей випадок королівська влада, Офелія була б похована в несвященій землі. Лаерт боляче ображений словами священика.
На похороні Офелії королева Гертруда кладе квіти на могилу і висловлює жаль про те, що Офелія не стала дружиною Гамлета. Лаерт зістрибує в могилу і, говорячи про любов до сестри, просить поховати його разом з нею; знавіснілий від горя Гамлет кидає виклик Лаерта, стверджуючи, що він любив Офелію «більше, ніж сорок тисяч братів». Після цієї сцени Офелія більше не згадується.
Оскільки з тексту трагедії неможливо зрозуміти, чи є смерть Офелії результатом нещасного випадку або самогубства, її загибель ось уже чотири століття є предметом нескінченних суперечок.

## У мистецтві
- Образ Офелії надихав багатьох художників. Серед них: Феліче Карена, Оділіон Редон, Федеріко Фаруффіні, Ежен Делакруа, Джон Еверетт Мілле, Анрі Жерве, Альберто Мартіні, Джон Вільям Вотергаус, Ізакко Джоаккіно Леві та інші.
- Леся Українка написала вірш «Хотіла б я уплисти за водою…» розміщений у збірці «Відгуки».
- Гюго вважав, що Офелія була вагітна.[джерело?]
- У 2006 році американська співачка Емілі Отем випустила альбом «Opheliac»
- Офелії присвячена пісня стімпанк-групи Abney Park «Dear Ophelia»
- У радянському фільмі 1949 року «Кубанські козаки» головний герой Гордій Гордійович Ворон вимовляє цитату з трагедії «Гамлет»: «Офелія, німфа!»
- Відеокліп групи Grenouer «On a Rainy Day» — візуальна метафора на тему Офелії.
- Офелії присвячена пісня «Sweet Ophelia» співачки Zella Day.
- У групи «Настя» в альбомі «Ноа-Ноа» є пісня «Марш Офелій, що пливуть», присвячена шекспірівської героїні.
- Офелія є одним із прообразів персонажа Фуви Айкі в манзі «Blast of Tempest» автора Ке Сиродайри і однойменному аніме-серіалі режисера Масахіро Андо.
- У групи «Margenta» в альбомі «Династія посвячених: Sic Transit Gloria Mundi» є пісня «Балада про повернення Офелії».
- У грі Brütal Legend одну з героїнь звати Офелія; з нею також пов'язана сцена утоплення.
- Офелія згадується у п'єсі «Гамлєт, або Феномен датського кацапізма» Леся Подерв'янського (Відео на YouTube).
- Чотирнадцята серія аніме-серіалу Ergo Proxy називається «Офелія».

## В астрономії
- На честь Офелії названий астероїд (171) Офелія, відкритий в 1877 році, а також супутник планети Уран Офелія, відкритий в 1986 році.